# Rainer Paulus
Rainer Paulus (* 20. Januar 1939 in Ochsenfurt; † 15. Mai 2011 ebenda) war ein deutscher Rechtswissenschaftler und Hochschullehrer.

## Leben
Er studierte Rechtswissenschaft in Würzburg und München (1962 Erstes, 1966 Zweites Staatsexamen). Er wirkte am Landgericht Würzburg und ab 1974 als Richter am Amtsgericht Gemünden/Main. Nach der Promotion 1965 bei Walter Sax und der Habilitation 1983/84 erhielt er 1984 die Lehrbefugnis für Strafrecht und Strafprozessrecht und 1990 den Titel außerplanmäßiger Professor an der Julius-Maximilians-Universität Würzburg.

## Schriften (Auswahl)
- Der strafrechtliche Begriff der Sachzueignung. Neuwied 1968, OCLC 5994857 (zugleich Dissertation, Würzburg 1965).
- Abhandlungen zum Strafprozessrecht und zum Strafrecht. Ausgewählte Aufsätze. Berlin 2013, ISBN 3-428-14063-X.